# Вилфрид Заха
Дејзет Вилфрид Армел Заха (енгл. Dazat Wilfried Armel Zaha; Абиџан, 10. новембар 1992) је професионални фудбалер који игра на позицији нападача наступа за енглески клуб Кристал Палас и за национални тим Обале Слоноваче.
Заха је пребачен у први тим Кристал Паласа из њихове академије, 2010. године. У прве три сезоне на Селхурст парку, он је постигао 18 голова у свим такмичењима. У Јануару 2013 године, прелази у Манчестер Јунајтед за почетну накнаду од £10 милиона (најскупље продати играч Кристал Паласа у то време). Заха је остао на позајмици у Паласу до краја сезоне, да им помогне да се врате у Премијер Лигу. После неуспешне сезоне 2013-14 са Манчестер Јунајтедом (углавном потрошену на позајмици у Кардиф Ситију), Заха се враћа у Палас у Августу 2014 на једногодишњу позајмицу, пре него што се вратио у клуба на неодређено у фебруару 2015. Од тада је постао 12. најбољи стрелац клуба.
Рођен је у Обали Слоноваче, а од своје четврте године одраста у Енглеској. Он је дебитовао за Енглески национални тим 2012 године. Уписао је две нетакмичарске утакмице за Енглеску, а последњу је одиграо 2013. године. Након што није наступио четири године за Енглеску, одлучио је да наступа за национални тим Обале Слоноваче уочи Афричког купа нација 2017. године.

## Рани живот
Рођен је у Абиџани, Обала Слоноваче, Заха се са четири године са породицом  укључујући и осмеро браће и сестара преселио у  Тортнон Хит, део Кројдон, округ јужни Лондон. школовао се у Вајтхорс Менор основној школии и Селсдн средњој школи. 
Играо је фудбал у школи, а са 12 година се придружио академији Кристал Паласа.

## Клупска каријера

### Кристал Палас

#### Сезона 2009-10
Заха је за први тим Кристал Паласа дебитова у гостима против Кардиф Ситија 27. марта 2010. године, менаџер Пол Харт га је убацио у игру у задњих 10 минута уместо Стерн Џона, утакмица је завршена поразом од 2-1. У априлу је потписао двогодишњи професионални уговор са Паласом.

#### Сезона 2010-11
Брзо је напредовао у редовима Паласа и постао је кључни члан првог тима током предсезонских пријатељских утакмица 2010-2011. 7. августа 2010. године постигао је свој први сениорски гол у победи над Лестером 3-2. Заха је асистирао Кирон Кадогану у мечу на домаћем терену против Квинс Парк Ренџерса у октобру  и Џејмс Вону у гостујућем мечу против Вотфорда фебруара 2011. године.  12. априла 2011. године, Заха је добио црвени картон против Лестер Ситија због ударања Патрика ван Анхолта, касније је ова казна поништена. Заха је завршио ову сезону са укупно одигране 44 утакмице, на којима је постигао један гол и имао је две асистенције у свим такмичењима.

#### Сезона 2011-12
Заха је започео сезону 2011-12 постигавши два гола у мечу Лига купа 23. августа 2011. године на домаћем терену против Кролуи тауна. 30. новембра, Заха је одиграо утакмицу против Манчестер Јунајтеда која је завршена победом од 2:1 у Лига купу. Заха је на тој утакмици привукао интересовање Ливерпула и Манчестер Јунајтеда. 
У марту 2012. године, Заха је проглашен за младог играча године од стране Енглеске фудбалске лиге.
У другом делу сезоне, менаџер Доги Фридман  је одлучио да Заха игра на позицији централног нападача и 21. априла он је постигао један гол, против  Рединга а утакмица је завршена 2-2, у мечу у којем је Рединг обезбедио титулу у Чемпионшипу.  На крају сезоне 2011-12, Заха је други пут заредом проглашен за младог играча године у Кристал Паласу. Током ове сезоне Заха је одиграо 48 утакмица и постигао је 9 голова и забележио је 5 асистенција.

#### Сезона 2012-13
Заха је започео сезону 2012-13, уписавши асистенцију у Лига Купу против Ексетер Ситија и изборивши пенал у првој лигашкој утакмици против Вотфорда. Заха је постигао прва два гола у сезони против Вулверхемптон вондерерсa, 2. октобра 2012. године. Четири дана после је поново постигао два гола у мечу против Бернлија у победи од 4:3. 
5. марта 2013. године, Заха је постигао свој први гол откако је позајмљен из Манчестер Јунајтеда, у победи од 4:2 против Хал Ситија. 13. маја 2013. године, у реваншу полуфиналне утакмице плеј-офа против Брајтон и Хоув албиона, Заха је постигао два гола у другом полувремену и одвео је Кристал Палас у фианле плеј-офа које се игра на стадиону Вембли. У финалу плеј-офа 27. маја 2013. године, Заха је изборио пенал, који је реализован и Кристал Палас је изборио место у Премијер лиги за сезону 2013-14.

### Манчестер Јунајтед
25. јануара 2013. године, Заха је пристао да пређе у премијерлигашки клуб Манчестер Јунајтед који га је оставио на позајмици у Кристал Паласу до краја сезоне.  Палас је покушао да одложи трансфер и да договори трансфер око лета 2013, али су правила фудбалске лиге спречила ово тако што је играч морао да се придружи Јунајтеду и буде позајмљен назад у Палас.  Заха је прошао медицинске прегледе у Манчестер Јунајтеду и потписао петоипогодишњи уговор 26. јануара 2013. године. Трансфер је износио пријављених 10 милиона фунти, који је могао изаћи на 15 милиона фунти кроз разне бонусе.
11. августа 2013. године, Заха је дебитовао за Манчестер Јунајтед  у ФА Комјунити шилду против Виган атлетика. Почео је утакмицу у првој постави и одиграо је 61 минут пре него што га је заменио Антонио Валенсија. Манчестер Јунајтед је на крају победио утакмицу са 2:0, те је тако Заха освојио свој први трофеј у каријери. Није играо све до 29. октобра, где је био стартер у победи над Норич Ситијем од 4:0 у трећем колу Лига Купа на Олд Трафорду. Његов премијерлигашки деби био је 7. децембра у поразу од 1:0 на домаћем терену против Њукасл јунајтеда. Ушао је у игру уместо Нанија, убрзо након његовог уласка Манчестер је примио гол.
31. јануара 2014 године, последњег дана прелазног рока завршио је позајмицу  у Кардиф Сити до краја сезоне 2013-14, након што је имао лоше односе са Дејвид Мојзом.
На крају сезоне, након смене Мојза, Заха је рекао да му Шкот никад није пружио прилику. Упоредио је себе са Рахим Стерлингом који је такође млади нападач којем је Ливерпул пружио шансу након тешког старта. Такође је рекао да су га узнемириле лажне и злонамерне гласине на мрежама о његовом личном животу.

### Повратак у Кристал Палас

#### Сезона 2014-15
28. августа 2014. године пристао је на једногодишњу позајмицу са Кристал Паласом. Два дана касније, у првом мечу после позајмице, постигао је изједначујући гол у надокнади времена при резултату 3:3 против Њукасл јунајтеда. 2. фебруара 2015. године, последњег дана зимског прелазног рока, Заха прелази трајно у Кристал Палас потписујући уговор на пет и по година, износ трансфера није објављен. Али верује се да је износио око 3 милиона фунти, уз бонусе који могу да достигну и 6 милиона фунти. Манчестер Јунајтед ће такође добити проценат накнаде ако Палас убудуће прода Заху.
Заха је током сезоне редовно играо за Кристал Палас, завршавајући сезону са четири гола и две асистенције, док је Кристал Палас завршио лигу на 10. месту.

#### Сезона 2015-16
Поново је Заха ове сезоне био регуларан играч Кристал Паласа, уписавши 34 утакмице, постигавши два гола и уписавши једну асистенцију, док је Кристал Палас завршио на 15. месту. Помогао је Кристал Паласу да дође до финала ФА Купа 2016 године, играјући у свим мечевима од уласка у трећу рунду и постигавши два гола. Заха је играо читавих 120 минута у финалу, али није могао да помогне Паласу да дође до победе, пошто је Манчестер Јунајтед победио 2:1. Заха је први пут освојио награду за играча године у Кристал Паласу.

#### Сезона 2016-17
26. децембра 2016. године није му свиран пенал због симулирања у завршници утакмице против Вотфорда. Након утакмице, Вотфордова маскота га је покушала испровоцирати глумећи његово симулирање испред њега. 14. маја 2017. године постиже први гол у победи од 4:0 на домаћем терену над Хал ситијем, а том победом Кристал Палас је и математички обезбедио опстанак у лиги, а уједно избацио Хал сити у Чемпиошип. Након још једне изврсне сезоне са Кристал Паласом, Заха је другу годину заредом освојио награду за играча године у Кристал Паласу. 26. маја 2017. године Заха  је потписао нови петогодишњи уговор са Кристал Паласом.

#### Сезона 2017-18
Заха се 14. октобра 2017. године први пут после два месеца вратио у прву поставу Паласа и постигао победнички гол у победи на Челсијем од 2:1, да би Орловима донео прве бодове у сезони. Био је играч за месец април у Премијер лиги, а његов учинак је износио четири гола и једна асистенција и играо је на позицији нападача. 14. априла је постигао два гола у првом полувремену у победи од 3-2 против Брајтон и Хоув албиона.
Упркос лошем старту, Палас је остао у лиги захваљујући менаџеру Рој Хоџсону уз помоћ кључних играча Вилфрида Захе и Андрос Таунсенда. На крају сезоне, по трећи пут у низу Заха је изабран за играча године у Кристал Паласу, чиме је изједначио рекорд голмана Хулијана Сперонија.

#### Сезона 2018-19
У првој утакмици Паласа у новој сезони 11. августа, Заха је постигао други гол у победи над Фуламом од 2:0. То је био његов 23. гол у Премијер лиги за клуб, изједначивши се са Крисом Армстронгом  као њиховим најбољим стрелцем у историји такмичења. Четири дана после је потписао нови петогодишњи уговор са Кристал Паласом. 26. августа, са утешним голом у поразу од 2:1 против Вотофрда, претекао је Армстронга  и постао је најбољи стрелац Кристал Паласа у историји Премијер лиге.
Након што је постигао победоносни гол против Хадерсфилд Таун у септембру 2018. године, Заха се јавно пожалио на лош третман код судија, говорећи да би му вероватно требали сломити ноге пре него што му свирају фаул. Статистике су показале да је у задњих пет година, други играч над којим је направљено највише фаулова, одмах иза Еден Азара. У октобру је Заха био жртва расистичког злостављања и претњи смрћу након меча.  Заха је добио црвени картон због приговора против Саутхемптона 30. јануара 2019.
У Јуну 2019. године био је повезан са трансфером у Арсенал, који је за играча дао понуду од 40 милиона фунти, коју је Кристал Палас одбио јер је сматрао да понуда није задовољавајућа. У октобру је примио расно злостављање на друштвеним мрежама.

#### Сезона 2019-20
Заха је одиграо свих 38 лигашки утакмица за Кристал Палас, имајући разочаравајућу статистику, постигавши само 4 гола, укључујући и гол са велике удаљености против Челсија.

#### Сезона 2020-21
Заха је постигао једини гол у победи од 1:0 над  Саутхемптоном, 12. септембра 2020. године. 19. септембра , он је постигао два гола у утакмици против свог бившег клуба Манчестер Јунајтеда, у победи од 3:1.
Заха је постао први играч Премијер лиге који није клекнуо на кољена пре почетка утакмице против Вест Брома, 13. марта 2021. а утакмица је завршена победом Паласа од 1:0. Заха је дао изјаву на самиту Фајненшал тајмс у фебруару рекавши да „Као друштво сматрам да би требало да подстичемо бољем образовању у школама, а док компаније друштвених медија треба да преузму снажније мере против људи који злостављају друге, а не само фудбалери да то раде“.

## Репрезентативна каријера
Заха је имао право да наступа за Обалу Слоноваче и Енглеске, за Обалу Слоноваче јер су му родитељи из те земље и јер је он рођен тамо, а за Енглеску јер је у њој одрастао.

### Енглеска(2011-2013)
Позван је за младу репрезентацију Енглеске до 19 године за њихов меч против Њемачке у фебруару 2011. године. Позван је у тим до 21 године 23. фебруара 2012. године. Дебитова  је у победи над Белгијом од 4:0 29. фебруара, где је забележио асистенцију код  гола Хенриа Лансбериа. 11. новембра 2012. године, менаџер Рој Хоџсон је Заху позвао у сениорски тим за пријатељску утакмицу против Шведске 14. новембра. Ушао је као замена место такође дебитанта Рахима Стерлинга у 83. минуту.
Када је Заха био у доброј форми за Кристал Палас под водством Хоџсона уочи ФИФА Светског првенства 2018. године, менаџер је рекао да му је жао што није дао Захи прилику у званичној утакмици за Енглеску, како би заувек био доступан Енглеској репрезентацији. 

### Обала Слоноваче(2016 - данас)
Фудбалска федерација Обале Слоноваче је потврдила да је Заха 27. новембра 2016. године послао  ФИФИ захтев о промени  репрезентације. Као одговор на овакав развој догађаја, менаџер Енглеске Гарет Саутгејт наговестио је да ће покушати да одврати Заху од промене репрезентације, због његове добре форме.
У јануару, Заха је нашао место у саставу Обале Слоноваче за Афрички куп нација 2017. године. Дебитовао је против Шведске у пријатељској утакмици у Абу Дабију 9. јануара,   ушао је у игру као замена у другом полувремену и забележио је асистенцију код гола Ђованија Сиа у победи од 2:1. Три дана касније, против Уганде на истом месту, налази се први пут у стартној постави и постиже свој први гол у победи од 3:0. На турниру у Габону, тренутни шампиони Слонови су бранили титулу али су елиминисан у групној фази, а Заха је започео сваку утакмицу у стартној постави.
Заха је такође био позван на Афрички куп нација 2019. године у Египту. Постигао је два гола на турниру. У  победи од 4:1 на мечу против Намибије у финалној утакмици групне фазе и један гол у осмини финала против Малија. Слонови су завршили турнир поразом на пенале од коначних победника, Алжира. 

## Стил игре
Заха може да игра на позицији нападача или крила, обично на левој страни где може лакше да се увлачи у средину и намешта на десну ногу. 2018. године, Адриан Кларк је изнео своје мишљење за званични сајт Премијер лиге да Заха „нуди већу претњу“ када игра као нападач, додајући да „његова ултра-мобилна комбинација са Таусендом генерише више голова и поена наводећи брзину атлетичност и непредвидиво кретање од стране Захе-Таусенда које представљају потешкоће за противничке одбране.“
Заха је био оптужен за симулирање, међутим Рој Хоџсон, који му је био менаџер на клупском нивоу у Кристал Паласу и на међународном нивоу за Енглеску, изјавио је: "Вилф Заха не симулира због пенала. Понекад га сруше или неуравнотеже  а да то не буде пенал или фаул, јер трчи таквом брзином и има такву окретност са лоптом. Али сигурно не симулира". Хоџсон је такође рекао да је карактерисање Захе као играча који симулира због медијске кампање и да због тога судије не свирају фаулове над њим.

## Статистика каријере

### Клубови
Утакмице одигране до 1. маја 2021. године
| Клуб               | Сезона            | Лига              | Лига  | Лига   | ФА Куп | ФА Куп | Лига куп | Лига куп | Остало | Остало | Укупно | Укупно |
| Клуб               | Сезона            | Лига              | Утак. | Голови | Утак.  | Голови | Утак.    | Голови   | Утак.  | Голови | Утак.  | Голови |
| ------------------ | ----------------- | ----------------- | ----- | ------ | ------ | ------ | -------- | -------- | ------ | ------ | ------ | ------ |
| Кристал Палас      | 2009-10           | Чемпионшип        | 1     | 0      | 0      | 0      | 0        | 0        | —      | —      | 1      | 0      |
| Кристал Палас      | 2010-11           | Чемпионшип        | 41    | 1      | 1      | 0      | 2        | 0        | —      | —      | 44     | 1      |
| Кристал Палас      | 2011-12           | Чемпионшип        | 41    | 6      | 0      | 0      | 7        | 3        | —      | —      | 48     | 9      |
| Кристал Палас      | 2012-13           | Чемпионшип        | 43    | 6      | 2      | 0      | 2        | 0        | 3      | 2      | 50     | 8      |
| Кристал Палас      | 2014-15           | Премијер лига     | 31    | 4      | 3      | 0      | 1        | 0        | —      | —      | 35     | 4      |
| Кристал Палас      | 2015-16           | Премијер лига     | 34    | 2      | 6      | 2      | 3        | 1        | —      | —      | 43     | 5      |
| Кристал Палас      | 2016-17           | Премијер лига     | 35    | 7      | 0      | 0      | 2        | 0        | —      | —      | 37     | 7      |
| Кристал Палас      | 2017-18           | Премијер лига     | 29    | 9      | 0      | 0      | 0        | 0        | —      | —      | 29     | 9      |
| Кристал Палас      | 2018-19           | Премијер лига     | 34    | 10     | 2      | 0      | 0        | 0        | —      | —      | 36     | 10     |
| Кристал Палас      | 2019-20           | Премијер лига     | 38    | 4      | 0      | 0      | 1        | 0        | —      | —      | 39     | 4      |
| Кристал Палас      | 2020-21           | Премијер лига     | 25    | 10     | 1      | 0      | 0        | 0        | —      | —      | 26     | 10     |
| Кристал Палас      | Укупно            | Укупно            | 352   | 59     | 15     | 2      | 18       | 4        | 3      | 2      | 388    | 67     |
| Манчестер Јунајтед | 2013-14           | Премијер лига     | 2     | 0      | 0      | 0      | 1        | 0        | 1      | 0      | 4      | 0      |
| Манчестер Јунајтед | 2014-15           | Премијер лига     | 0     | 0      | —      | —      | 0        | 0        | —      | —      | 0      | 0      |
| Манчестер Јунајтед | Укупно            | Укупно            | 2     | 0      | 0      | 0      | 1        | 0        | 1      | 0      | 4      | 0      |
| Кардиф Сити        | 2013-14           | Премијер лига     | 12    | 0      | 1      | 0      | —        | —        | —      | —      | 13     | 0      |
| Укупно у каријери  | Укупно у каријери | Укупно у каријери | 366   | 59     | 16     | 2      | 19       | 4        | 4      | 2      | 405    | 67     |

### Репрезентација
Мечеви одиграни до 30. марта 2021. године
| Репрезентација  | Година | Утак. | Голови |
| --------------- | ------ | ----- | ------ |
| Енглеска        | 2012   | 1     | 0      |
| Енглеска        | 2013   | 1     | 0      |
| Укупно          | Укупно | 2     | 0      |
| Обала Слоноваче | 2017   | 8     | 2      |
| Обала Слоноваче | 2018   | 1     | 0      |
| Обала Слоноваче | 2019   | 8     | 3      |
| Обала Слоноваче | 2020   | 1     | 0      |
| Обала Слоноваче | 2021   | 2     | 0      |
| Укупно          | Укупно | 20    | 5      |

### Голови за репрезентацију
Мечеви одиграни до 8. октобра 2020. године. 
| Бр. | Место одржавања                              | Наступ | Противник | Гол за | Коначан резултат | Такмичење                | Реф.   |
| --- | -------------------------------------------- | ------ | --------- | ------ | ---------------- | ------------------------ | ------ |
| 1   | Спортски градски стадион Зеид, Абу Даби, УАЕ | 2      | Уганда    | 2-0    | 3-0              | Пријатељска              | [ 79 ] |
| 2   | Стадион Краснодара, Краснодар, Русија        | 6      | Русија    | 2-0    | 2-0              | Пријатељска              | [ 96 ] |
| 3   | Стадион 30. Јун, Каиро, Египат               | 14     | Намибија  | 3-1    | 4-1              | Афрички куп нација 2019. | [ 97 ] |
| 4   | Стадион Суец, Суец, Египат                   | 15     | Мали      | 1-0    | 1-0              | Афрички куп нација 2019. | [ 98 ] |
| 5   | Стад де ла Ликорн, Амјен, Француска          | 17     | ДР Конго  | 3-1    | 3-1              | Пријатељска              | [ 99 ] |